# Elbhof

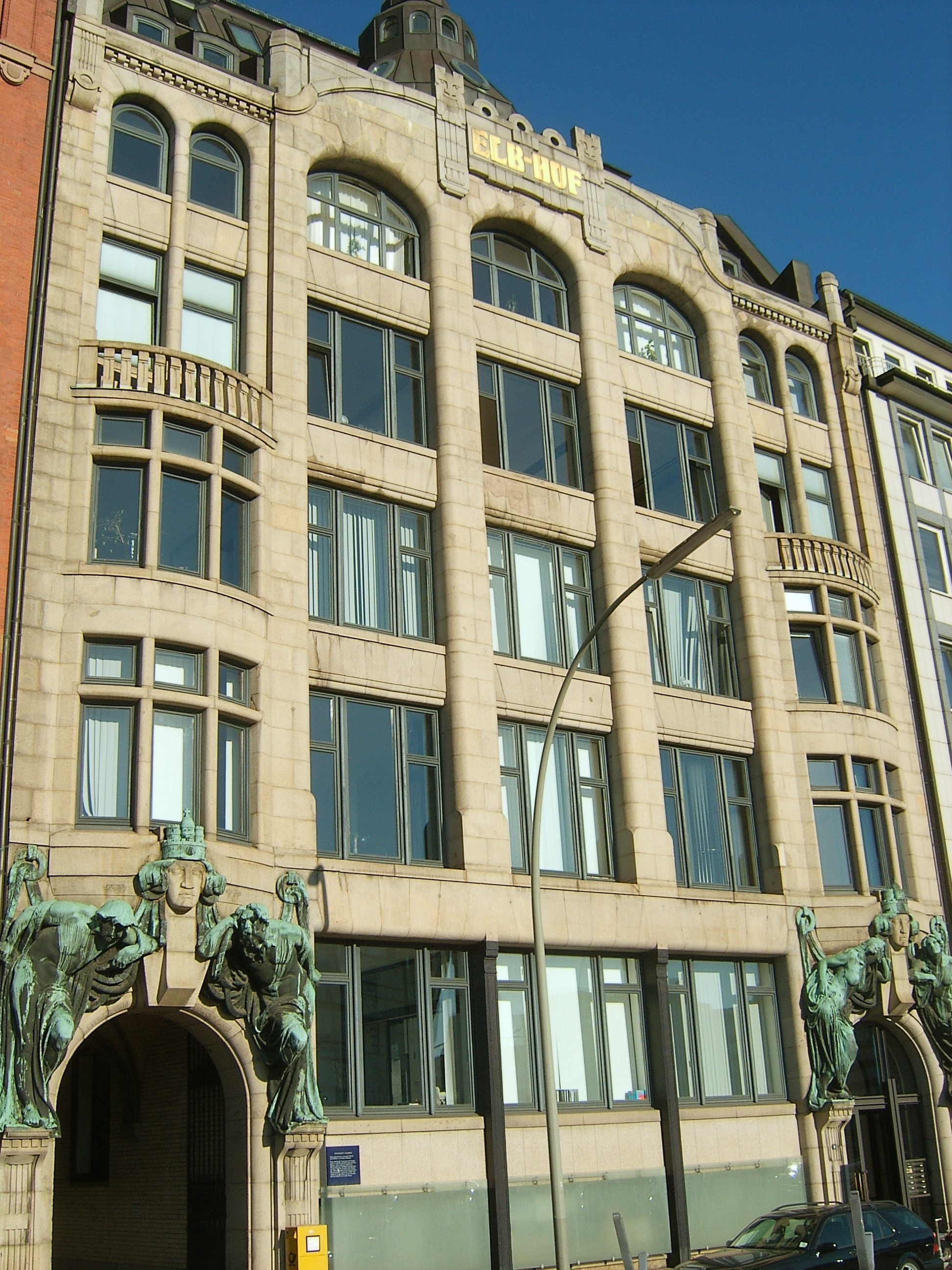
Elbhof (Straßenseite)

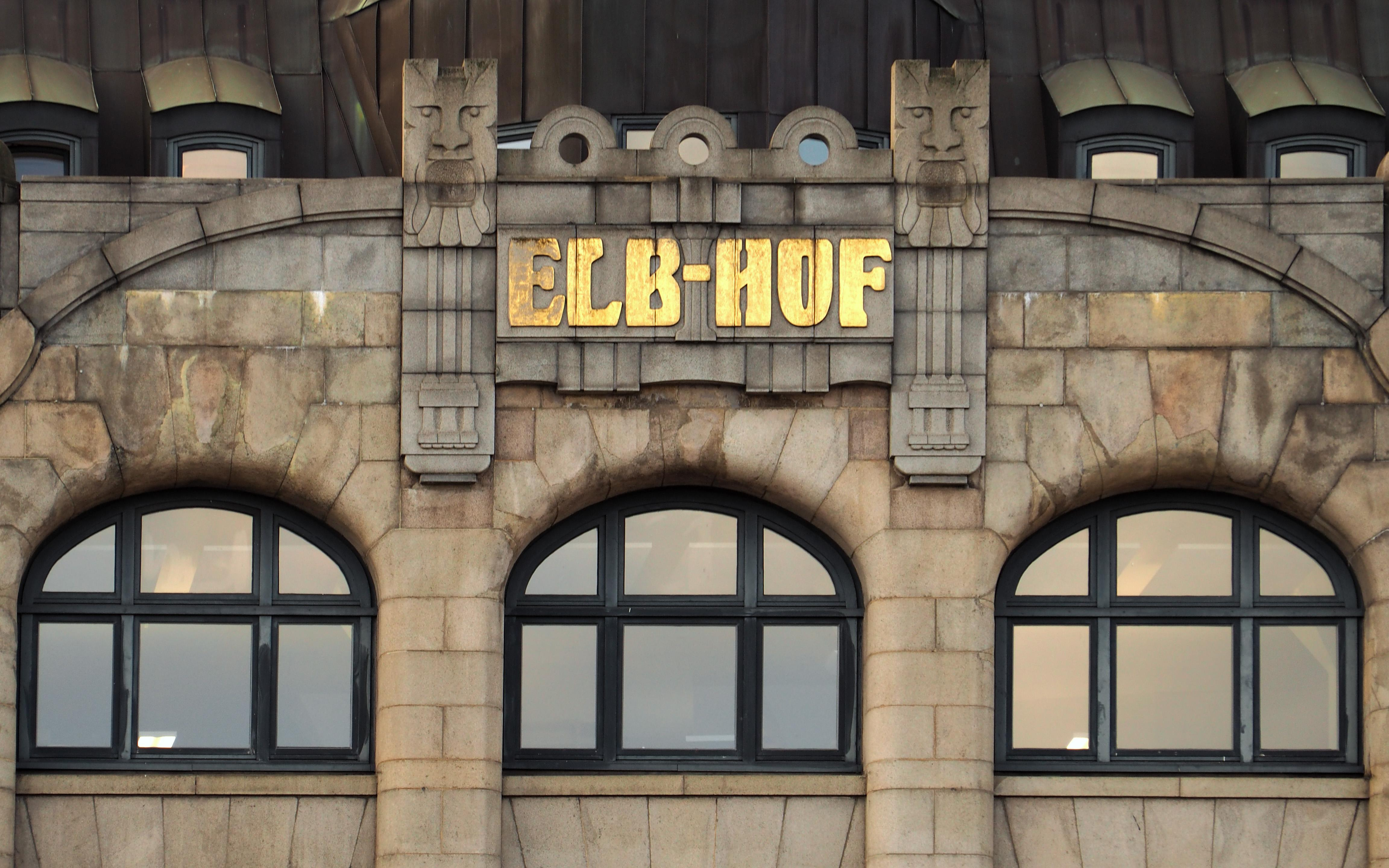
Schriftzug im oberen Geschoss

Das Kontorhaus Elbhof, Steinhöft 9, in der Nähe des Baumwalls in der Hamburger Neustadt, entstand 1904–1905 nach Plänen des Architekten Walter Martens für die AEG.
Herrengrabenfleet und Straße begrenzen das Grundstück, so dass Warenanlieferung auf dem Wasser- und Landweg möglich war. Mit Vorderhaus, Hofflügel und Fleetspeicher folgt die Struktur dem Muster des althamburgischen Kaufmannshauses. Repräsentative Ansprüche erfüllte das opulente Treppenhaus und die Fassade mit den bronzenen Skulpturen des Bildhauers Arthur Bock über den Eingangsportalen, bekrönt mit der Hamburger Wappenburg.
Das Gebäude war nach Kriegsschäden zunächst mit einem einfachen Flachdach versehen. Im Rahmen eines Umbaus 1990/1991 wurde auch das charakteristisch geformte, kupfergedeckte Dach annähernd in der alten Form wiederhergestellt. 
Heute wird das Gebäude zum größten Teil von der Hamburger Niederlassung der Werbeagentur Serviceplan genutzt.

Bildhauerischer Schmuck von Arthur Bock
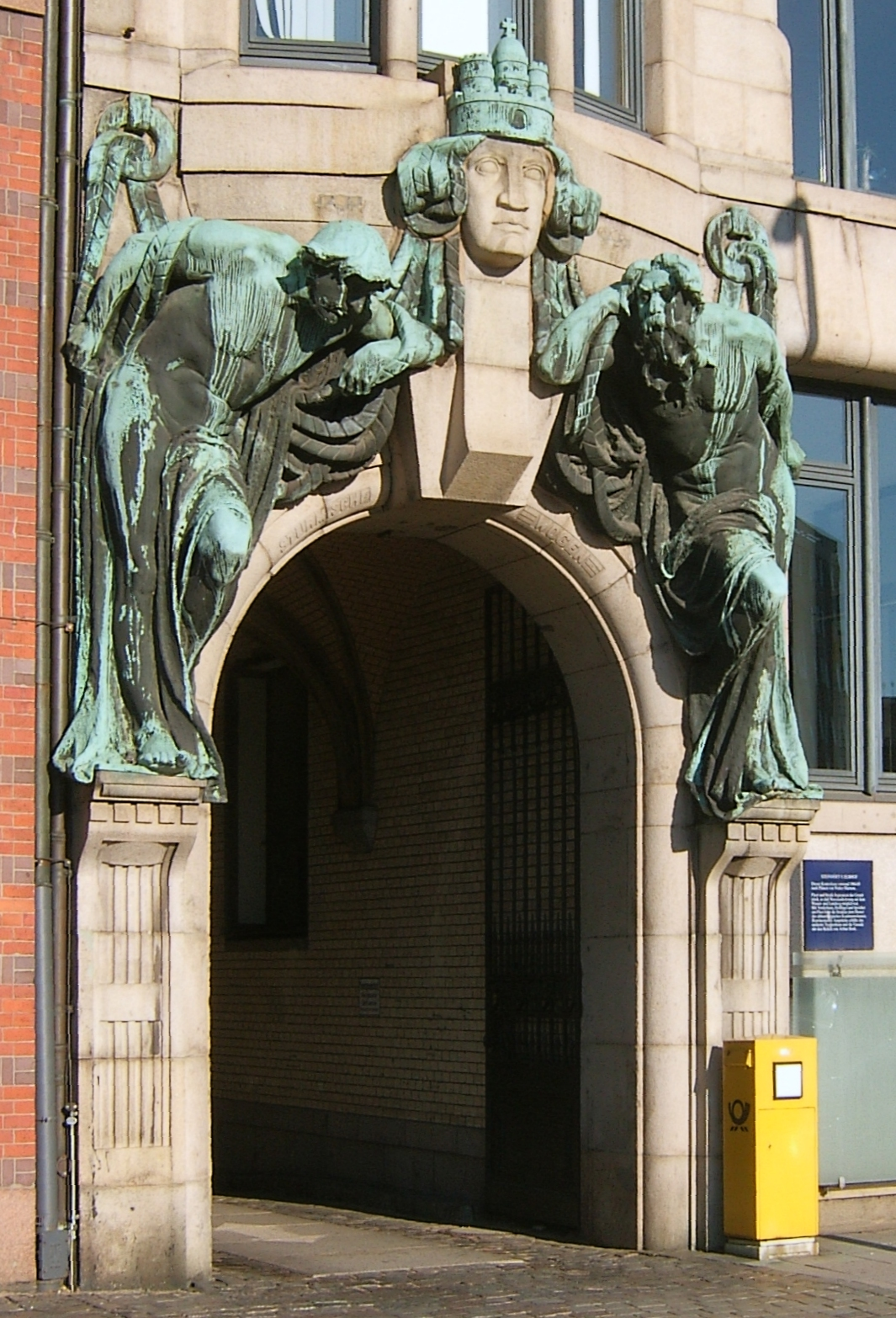
Männerfiguren „Stürmische Wogen“
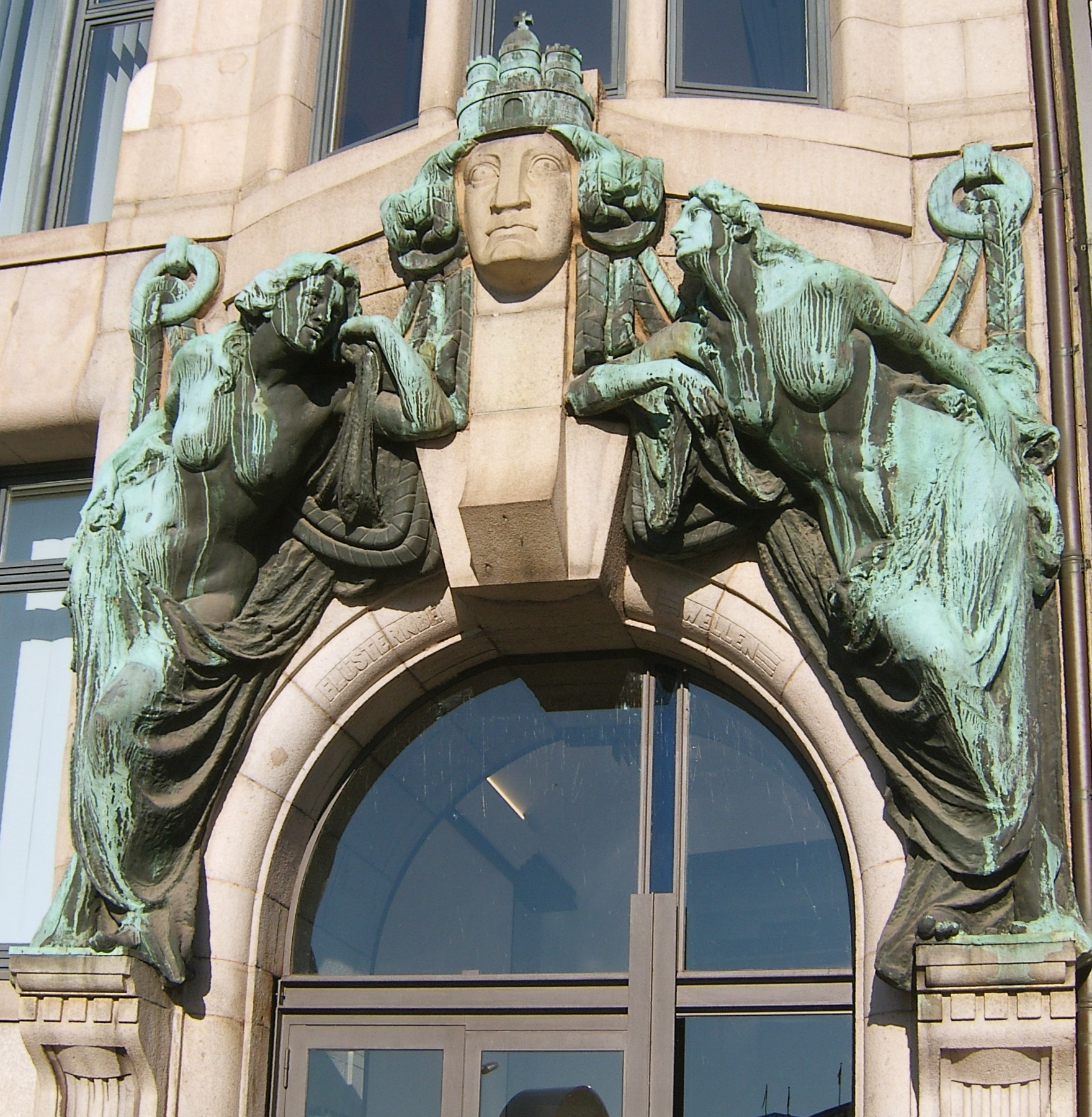
Frauenfiguren „Flüsternde Wellen“